# Hawnby
Hawnby är en ort och civil parish i Storbritannien.   Den ligger i grevskapet North Yorkshire och riksdelen England, i den centrala delen av landet, 300 km norr om huvudstaden London. Hawnby ligger 163 meter över havet och antalet invånare är 223.
Terrängen runt Hawnby är kuperad åt nordväst, men åt sydost är den platt. Runt Hawnby är det ganska glesbefolkat, med 27 invånare per kvadratkilometer. Närmaste större samhälle är Northallerton, 17,7 km väster om Hawnby. Trakten runt Hawnby består i huvudsak av gräsmarker.